# Anhwa sa
Anhwa sa (Klasztor Harmonijnego Spokoju, 안화사) – koreański, jedyny ocalały klasztor rejonu Kaesŏng w Korei Północnej.

## Historia klasztoru
Klasztor został wybudowany w roku 930 w czasie panowania dynastii Koryŏ. Znajduje się na południowym zboczu góry Songak tuż obok miasta Kaesŏng w prowincji Hwanghae Północne w Korei Północnej. Miejsce na klasztor zostało wybrane zgodnie z regułami feng shui.
W czasie okresu panowania dynastii Chosŏn dokonano kilkakrotnie renowacji klasztoru.
Był to jeden z mniejszych klasztorów w okolicy Kaesŏng i jedyny, który przetrwał do dziś. W czasie Wojny koreańskiej klasztor został zbombardowany przez amerykańskie lotnictwo i zniszczono wtedy kilka budynków, m.in. budynek Myongbu. Dziś zasadniczo klasztor składa się z czterech budynków: Taeung (główny budynek klasztoru), Obaek (Budynek Pięciuset), w którym znajduje się olbrzymia ilość małych posążków buddyjskich, budynek, w którym mieszkali mnisi i kuchnia.
Na dziedzińcu znajduje się także siedmiokondygnacyjna kamienna stupa z okresu Koryŏ.